# Kinroad
Kinroad är ett moped- och motorcykelmärke från Kina. Det tillverkas av Kinroad Xintian Motorcycle Manufacture Co. Ltd. 